# Квартет (фільм, 1987)
«Квартет» («Քառյակ») — радянський телефільм 1987 року, знятий режисером Мартіросом Фаносяном на кіностудії «Вірменфільм».

## Сюжет
Успіх супроводжує виступи квартету. Але музикантів мучить почуття незадоволеності. Вони вважають, що працюючи у колективі, втрачають індивідуальність. Квартет виявляється на межі розпаду. Проте трагічна смерть одного з них змушує їх переосмислити багато.

## У ролях
- Григорій Мануков — Андреас Ароян
- Ніно Коберідзе — Маріне Варданян
- Арутюн Паносян — Корюн
- Грач'я Гаспарян — Сурен Гаспарян
- Сос Саркісян — Петрос
- Геворг Абазян — Перч, адміністратор квартету
- Андреас Фаносян — Арутюн
- Вардуї Рушанян — Нуне
- Женя Мкртумян — Анна
- Аршалуйс Довлатян — Еліз
- Леонс Криванс — епізод
- Лелде Вікмане — епізод
- Л. Тутхалян — епізод
- Н. Ходжоян — епізод
- Людмила Потапова — епізод
- Каспарс Пуце — епізод
- Юрій Балакірян — епізод
- Самсон Степанян — епізод
- Д. Варжапетян — епізод
- Є. Сісті — епізод
- Рафаель Хостікян — епізод
- Самвел Іванян — епізод
- Анаїт Арутюнян — епізод
- Роберт Арутюнян — епізод
- М. Джулакян — епізод
- Амаяк Єгіазарян — епізод
- Ш. Елоян — епізод
- Ваграм Мерангулян — епізод
- Ніно Чхеїдзе — мама
- Софія Саркісян — епізод
- Петеріс Гаудіньш — епізод
- Гунарс Далманіс — епізод
- Галина Мацулевич — епізод

## Знімальна група
- Режисер — Мартірос Фаносян
- Сценарист — Григорій Бабаян
- Оператор — Гайк Кіракосян
- Композитор — Едуард Бейлерян
- Художник — Григорій Торосян